# Förbundspresident
Förbundspresident (tyska: Bundespräsident) är statschefens titel i Tyskland och Österrike. Förleden beror på att länderna är förbundsrepubliker. I Tyskland även för att särskilja från Tysklands rikspresident under Weimarrepubliken, som hade en betydligt starkare konstitutionell ställning.
I Schweiz används titeln för den person som är ordförande i Förbundsrådet och därmed fungerar som regeringschef och landets högsta ceremoniella företrädare (även om hela Förbundsrådet formellt uppbär statschefsfunktionen kollektivt). Förbundsförsamlingen utser förbundspresident för ett år i taget; rollen brukar cirkulera mellan förbundsrådsledamöterna.

## Se vidare
- Tysklands förbundspresident
- Österrikes förbundspresident
- Lista över Schweiz presidenter och vicepresidenter
- Förbundsdagspresident